# Семьон Дежньов
Семьон Иванович Дежньов (на руски: Семён Иванович Дежнёв) е руски пътешественик-изследовател, търговец на кожи и първият европейски мореплавател, който минава през Беринговия проток през 1648 г., 80 години преди Витус Беринг. Беринг не успява да премине през целия проток, а се ограничава с плаване в неговата южна част, докато Дежньов го преминава от север на юг.

## Биография
Роден е на 7 март 1605 година във Велики Устюг в Северна Русия или в някое от пинежките села, в Архангелска област. На каква възраст заминава „за да търси щастието си“ в Сибир не е известно.
В Сибир първоначално постъпва на служба като обикновен казак в Тоболск, а след това в Енисейск. През 1636 – 1646 участва в „смиряването“ на якутите. През 1638 отива в Якутския острог (укрепление), където прекарва 20 години в неуморна служба, изложен на многобройни опасности, като е раняван 9 пъти. Още през 1639 – 1640 покорява местния вожд Сахей. През 1641 на път от река Яна за Якутск с група от 15 души влиза в схватка с шайка от 40 души. През 1642 се спуска по река Индигирка до Северния ледовит океан. В своето укрепление на река Колима отблъсква заедно с 13 души нападение от 500 юкагири.
През 1646 Исай Игнатиев извършва първото плаване по Северния ледовит океан на изток от устието на река Колима и докарва в Нижнеколимск моржова и китова кост. През 1647 на лов за моржове тръгва нова група предприемачи, към която управителят на укрепеното селище, болярския син Василий Власиев, присъединява Дежньов, който е натоварен със събирането на кожи. Групата скоро се връща обратно, след като се натъква на непроходими ледени натрупвания, но през 1648 Федот Алексеевич Попов събира нова група, в която включва и Дежньов. Тя отплава в състав от 90 души на 7 малки арктически кораба (кочове), с водачи Алексей Андреев, Безсон Астафеев и Герасим Анкудинов от Среднеколимск на 20 юни 1648, достига устието на Колима през юли 1648 и се отправя на изток. По време на буря се разбиват два от кочовете. Част от корабокрушенците вероятно са убити от коряки, а останалите умират от глад. Останалите пет коча, с Дежньов и Федот Алексеев Попов, продължават на изток, през август обръщат на юг, а през септември навлизат в Беринговия проток. Дежньов и Попов се намират на различни кочове, като чукчите раняват Алексеев в сражение. По-нататък им се удава да обиколят „Голям каменен нос“, където се разбива една от лодките, а на 20 септември някакви обстоятелства ги карат да акостират на брега, където в битка с чукчи е ранен Фьодор Алексеевич и единствен водач остава Дежньов. Преминавайки през протока без да осъзнава важността на откритието си Дежньов продължава да държи южен курс покрай брега, но през октомври бури разбиват и другите две лодки и Дежньов е изхвърлен на брега при устието на река Анадир. След корабокрушението си Дежньов върви десет седмици към устието на Анадир заедно с 25 души, където загиват още 13 души. Останалите презимуват там и през 1649 тръгват по реката на новопостроени лодки, където откриват село на туземци. Тук, на средното течение на Анадир, е построен зимен лагер, по-късно наречен Анадирски острог, близо до днешното село Марково. През 1650 пристигат по сух път две групи руси под ръководството на Михаил Стадухин и Семьон Мотора от Нижнеколимск. Дежньов също се възползва от този път, който е много по-удобен от морския, като изпраща в Якутск моржова кост.
През 1659 извършва поход по течението на река Анюй, през 1662 – по долното течение на Лена, през 1667 – 1668 – по долното течение на река Оленьок, през 1669 – по река Вилюй. През 1664 – 65 пребивава в Москва, където е дадена висока оценка на изследователската му работа в Сибир и му е даден чин казашки атаман.
През 1668 предотвратява стълкновение между две тунгуски племена на река Оленьок и ги помирява едно с друго.
През 1659 Дежньов тръгва от Нижнеколимск (май 1660) през Жиганск (на долното течение на река Лена, есента на 1660) за Якутск (пролетта на 1661) Оттук Дежньов, зедно с държавната хазна е пратен в Москва, където пребивава вероятно до средата на 1664 като доставя в хазната 289 пуда (стара руска мярка равна на 16.3 кг) моржови бивни на стойност 17 340 сребърни рубли, а царят за тази му дейност го награждава със 126 сребърни рубли 20 копейки за 19-годишната служба.
През 1665 се завръща в Якутск, където служи до 1670, когато управителят на Якутск княз Борятински отново го изпраща с държавната хазна в Москва. Пътуването до Москва отнема на Дежньов година и половина.
Умира около 1673 година в Москва.

## Семейство
Два пъти се жени и двата пъти за якутки. Синът на Дежнъов участва заедно с Владимир Атласов в завладяването на Камчатка.

## Резултати от експедициите
Дежньов открива Чукотския полуостров и Анадирския залив. Описва два острова населени с чукчи – Ратманов и Крузенщерн – известни днес като о-ви Диомид. Събира етнографска информация за чукчите, като описва обичая им да украсяват долната си устна с парчета от моржови бивни, камъни или кости.
Протокът между Азия и Северна Америка e кръстен на името на Витус Беринг от Джеймс Кук поради неведението му за подвига на Дежньов. Архивните записки за експедицията на Дежньов са погребани в руските архиви и едва през 19 век Руското географско дружество подава молба за кръщаването на най-източния нос на Евразия нос Дежньов (66°04′45″ с. ш. 169°39′07″ з. д. / 66.079167° с. ш. 169.651944° з. д.), което става през 1898.

## Памет
На името на Дежньов са кръстени:
- астероид 3662 Дежньов;
- залив Дежньов (80°42′ с. ш. 47°45′ и. д. / 80.7° с. ш. 47.75° и. д.) на източното крайбрежие на остров Земя Александър в архипелага Земя на Франц Йосиф;
- кратер Дежньов на Марс;
- ледник Дежньов (79°35′ с. ш. 95°10′ и. д. / 79.583333° с. ш. 95.166667° и. д.) в северозападната част на остров Октомврийска революция в архипелага Северна земя;
- остров Дежньов (77°31′ с. ш. 106°22′ и. д. / 77.516667° с. ш. 106.366667° и. д.) в море Лаптеви, на североизток от п-ов Таймир;
- острови Дежньов (76°52′ с. ш. 97°05′ и. д. / 76.866667° с. ш. 97.083333° и. д.) – два острова в Карско море, в архипелага Норденшелд;
- планински масив Дежньов на п-ов Дежньов;
- полуостров Дежньов в най-източната част на Азия, на брега на който се намира нос Дежньов.